# Crisóforo Aguirre
Crisóforo Aguirre (Mixquiahuala, Distrito de Actopan, Hidalgo, 20 de abril de 1860 - 6 de septiembre de 1937) fue un diputado constituyente en la elaboración de la Constitución Política de los Estados Unidos Mexicanos de 1917 representando a su estado. Fue elegido como diputado suplente en 1916, pero entró en funciones inmediatamente participando en todas las sesiones del congreso constituyente. Posteriormente, fue elegido diputado al congreso de la Unión en 1917.

## Cargos políticos
Aguirre fue elegido munícipe en la H. Asamblea Municipal de Mixquiahuala desempeñando este cargo por dos años. Fungió como juez conciliador en el mismo municipio y dos veces fue elegido presidente municipal. En 1916 fue elegido como diputado constituyente suplente, pero desde la primera junta previa participó en este congreso hasta la clausura de los debates, según dan testimonio los documentos generados por este congreso. En 1917, fue elegido diputado federal y en 1920, fue diputado local, participando también de esta forma en la elaboración de la Constitución Política del Estado de Hidalgo.

## Mixquiahuala
En 1906, sufragó la mayor parte de los gastos para instalar una estatua de Benito Juárez en su natal Mixquiahuala, gestionando además que Benito Juárez Maza, hijo del benemérito, asistiera a la develación de este monumento, el 26 de marzo de ese año. El 16 de septiembre de 1910, también contribuyó a instalar la estatua de Miguel Hidalgo y Costilla en este mismo lugar y gestionó el agua de riego para su municipio, obra que se mantiene vigente.

## Legado
Crisóforo Aguirre mantuvo una constante oposición al gobierno de Porfirio Díaz, ocasionándole persecuciones, prisión y pérdida de sus recursos materiales. Con la llegada de Madero al poder, consiguió la posesión provisional de sus tierras a los pueblos de la región, aparte de su natal Mixquiahuala, a Tepeyticque, Tunititlán, Huitescalaco y otros; ya que habían sido despojados por un latifundista local. El general Nicolás Flores, gobernador del estado de Hidalgo, lo comisionó para organizar el reparto de tierras, en los pueblos mencionados y en los de Tepenene, Tornacuxtla, Ixcuinquitlapilco, San Sebastián Xochitlán y Xochitlán de las Flores. Ante el presidente de la república Pascual Ortiz Rubio, gestionó que el ferrocarril del Valle de México llegara hasta su tierra natal Mixquiahuala por lo que es recordado con aprecio por sus paisanos.
Falleció el 6 de septiembre de 1937.